# Egmond van IJsselstein

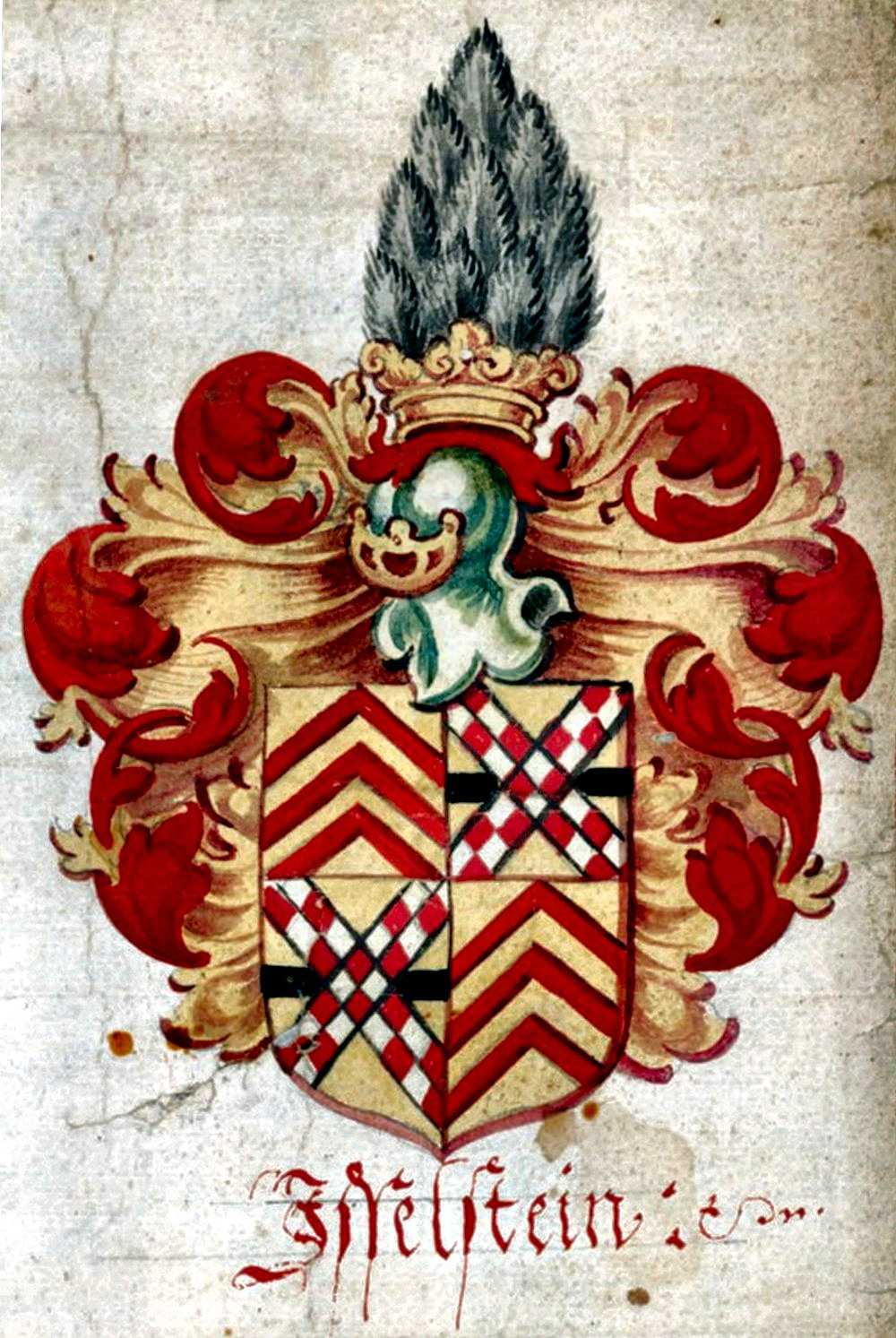
Wappen der van Egmond van IJsselstein

Die Familie Van Egmond van IJsselstein, auch Van Isselstein, entstammte dem Haus Egmond. Sie gehörte dem niederländischen sowie dem preußischen Adel an, da sie auch in der preußischen Rheinprovinz begütert waren und schon im 17. Jahrhundert einige dieses Geschlechts in Kurbrandenburgischen Diensten standen.

## Wappen
Das quadrierte Wappen zeigt in den Feldern 1 und 4 in Rot vier (drei) goldene Sparren, 2 und 3 in Gold einen schwarzen Balken überdeckt von einem rot und silbern geschachten Andreaskreuz. Auf dem gekrönten Helm mit rot-goldenen Helmdecken ein schwarzer Federbusch.

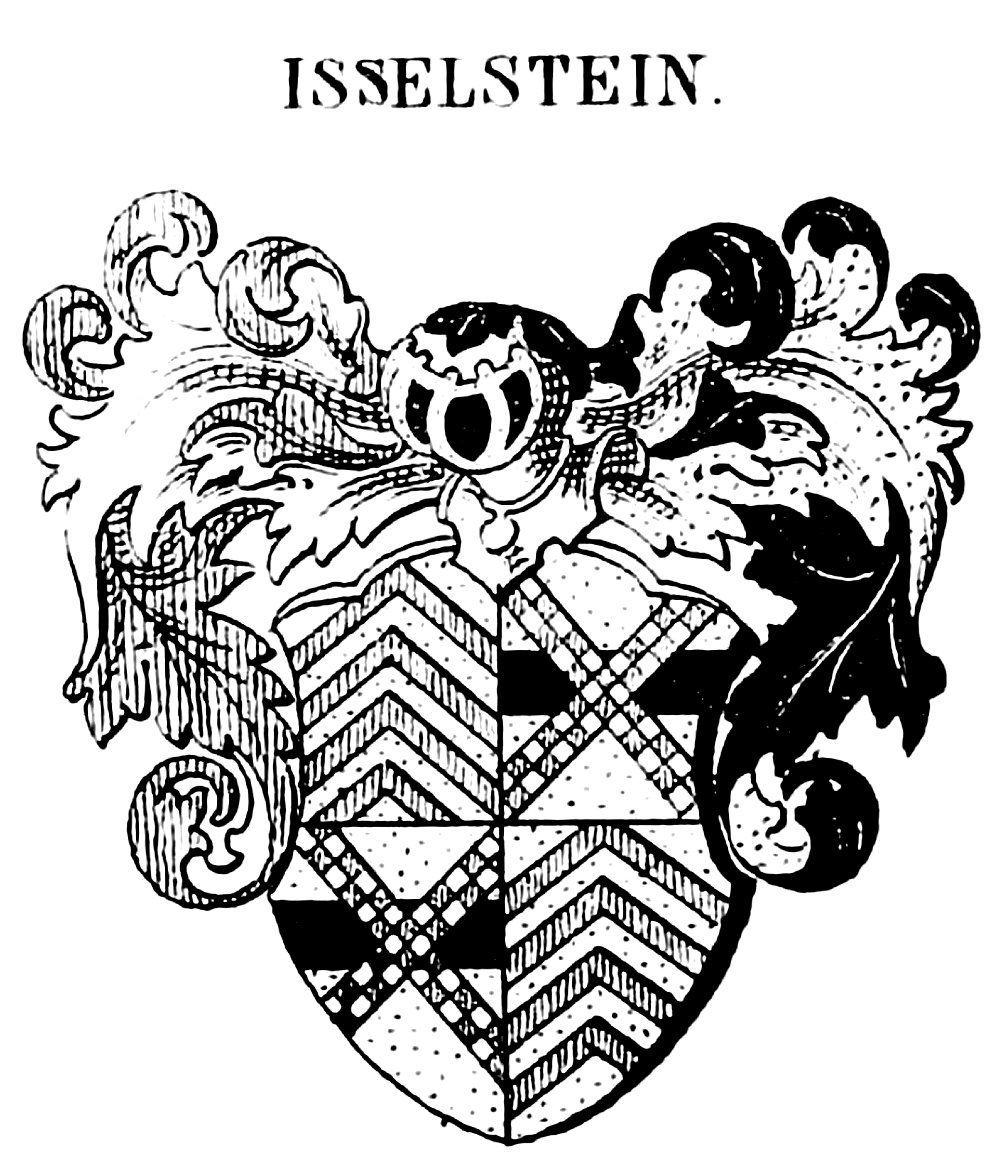
Wappen derer von Isselstein in Preußen
Wappen der van Egmond van IJsselstein
Wappen der Gemeinde IJsselstein, Provinz Utrecht

## Genealogie
Als Stammvater dieser Familie fungiert Christofel van IJsselstein, natürlicher Sohn· des Frederik van Egmond (ca. 1440 – 1521), Grafen von Buren und Leerdam, Baron von IJsselstein, Herren von Cranendonck und Eindhoven aus einer Beziehung mit einer Frau von unbekanntem Stand und Namen.
Stammlinie
- Christoffel van IJsselstein († um 1512), natürlicher Sohn des Frederik van Egmond;[3] ⚭ Elisabeth van Renesse
  - Willem van Egmond van IJsselstein (* 1498; † um 1587), dessen Sohn; ⚭ I 1535 Margaretha van Wijngaarden, ⚭ II um 1555 Elisabeth Becker († 1569)
    - Christoffel I von Isselstein (* um 1546; † Juli 1593 Frankreich im Dienst von Henri IV); Oberst bei Jan van Nassau und den Watergeuzen, 1578 Militärgouverneur von Geertruidenberg. Wohnte in Kranenburg, dann ab 1582 im Schloss Linnep, das er 1584 von Graf Adolf und Gräfin Walburga zu Neuenahr als Pfand bekam;[4] ⚭ Magdalena von Allendorf (wohl verwandt mit Anna Walburga von Neuenahr, ihr Vater war Vincent van Alendorp)
      - Vincenz von Isselstein zu Linnep († 1656 als Garnisonskommandant von Orsoy), Oberst der niederländischen Reiterei im 30-jährigen Krieg.[5] Im März 1645 wurde er mit der Jurisdiktion in den Honnschaften Püttbach und Erbeck (Erbach), Amt Mettmann, Kirchspiel Wülfrath, belehnt.[6]
      - Walpurga Freiin von Isselstein (* 1588; † vor 1660); ⚭ Johann Friedrich von Loë, Herr von Overdyck († 12. April 1656 in Bochum)
        - Aufschwörung des Christoph Philipp von Loë um 1650 mit dem Wappen der Isselstein (oben rechts) Christoph Philipp von Loë, Aufschwörung um 1650[7]
        - Odilia von Loë ⚭ 1656 Joachim Heidenreich Adolf von Ripperda
        - Ida Catherina von Loë (1630–1664); ⚭ Carl Wilhelm von Ripperda

      - Philipp Ernst von Isselstein, 1620 kurfürstlich-brandenburgischer Falkenmeister
      - Reinier von IJsselstein
      - Maurits von Isselstein (1585–1652), 1618 Rittmeister und Pfandherr zu Linnep, kauft 1643 Schloss Linnep; ⚭ Caspara von Düngeln (Als Frau zu Linnep am 10. Mai 1643 als Patin der Caspara zum Eicken genannt)
        - Vincent Schott von Isselstein (August Friedrich) von Isselstein; † 1705 ohne männliche Nachkommen,[8] Obrist und preußischer Brigadier
          - Loisa von Isselstein zu Linnep, Wülfrath und Leuchtenberg († vor 1721); ⚭ Obrist Freiherr von Hack (Hake/Haacke, später auch: Haack-Isselstein zu Linnep)

        - Wilhelm Christoff von Isselstein († vor 1665)
        - Mauritz Ludwig von Isselstein (Baron Maurits Lodewijk van Ijsselstein) 1669 Rittmeister, Juni 1679 Major im Regiment Albert Ferdinant Graaf van Berlo, 1691 Kompaniechef im Regiment Prins van Friesland, 1698 Brigadier im Kavallerieregiment Prinz Philipp[9], ⚭ Januar 1669 Hester Lucia van Aylva
          - (?) Johann Moritz von Isselstein, nach einer Versteigerung 1753 Eigentümer von Haus Leithe (Gelsenkirchen); von Jugend an Soldat, 1730 Fähnrich[10], 1741 Premierleutnant, 28. Juli 1749 Stabskapitän, 1751 Hauptmann einer Kompanie unter Generalmajor Quadt in Hamm, 1758 königlich-preußischer Major, verwundet bei Prag, 1761 im Regiment Schenckendorf[11]
            - Franz Friedrich von Isselstein; ⚭ 1793 (Hamm) Anna Louisa Jacobi
              - Louise Julie Friedericke von Isselstein (* 1795); ⚭ 1820 Friedrich Ludewig von Wüstenhoff (* 1794)
              - Karl von Isselstein, Oberlandesgerichtsrat in Breslau; Nachkommen von Ysselstein

            - (?) Franz Wilhelm von Iselstein († 1777), preußischer Oberstleutnant und Chef des Königsberger Landregiments

        - Ida Elisabeth von Isselstein zu Linnep; ⚭ Johan Henrich von Gürtzgen zu Luchtmar († vor 1712)
        - Magdalena Walburga von Isselstein zu Linnep; ⚭ 18. Januar 1690 Theodorus Christianus Schaef
        - Justina (Josina) Maria Freyin von Isselstein zu Etgendorf (lebt 1705)[12]
        - Ida Catherina von Isselstein

    - Jan (Hans) van IJsselstein († 1579); ⚭ Agnes van Galen
      - Christoffel II van Ysselsteyn
      - Hendrick van Ysselsteyn

    - Elisabeth van IJsselstein; ⚭ Wilhelm von Brempt zu Blasbach
    - Maarten van IJsselstein (* um 1548; † 1572 in Frankreich)
    - Frederik van IJsselstein (* um 1550); ⚭ 1585 Johanna van Bemmel
    - aus II (Sohn der Elisabeth Becker): Floris († um 1602); ⚭ Angela Dachverlies, Tochter des Joris Dachverlies und der Ida van Berckel
      - Willem V van IJsselstein, am 10. Januar 1603 belehnt mit Gütern zu Lienden
      - Christoffel II Floris van IJsselstein, 1617 minderjährig nach Preußen, 1635 Obristwachtmeister in Solingen; ⚭ Cunigunde von Holtzem zu Vochem. Nachkommen in Deutschland
        - Johanna Elisabeth von Isselstein[13]; ⚭ 1654 Johann Bernhard Freiherr von dem Bongart zu Paffendorf
          - Catharina Elisabeth von Bongart, Dezember 1675 Eintritt in das adlige Kloster zu den Weißen Frauen in Aachen
          - Anna Clara von Bongardt; ⚭ 1686 Constantin von Ritz zu Etgendorf
          - um 1678: Erich Adolf Vinzenz, Johann Konrad und Maria Ida von dem Bongart

    - Willem van IJsselstein
    - Gerhard van IJsselstein
    - Maximiliaan van IJsselstein; ⚭ 1603 Jaqueline van Hertevelt